# Ribera Alta (Álava)
Ribera Alta (cooficialmente en euskera: Erriberagoitia) es un municipio español de la provincia de Álava, en la comunidad autónoma del País Vasco, cuya capital se encuentra en Pobes. Esta localidad es atravesada por el río Bayas y la línea de ferrocarril de Miranda de Ebro a Bilbao. Tiene una población de 823 habitantes (2017).

## Demografía
Ribera Alta cuenta con una población de 845 habitantes (INE 2024).
| Gráfica de evolución demográfica de Ribera Alta entre 1842 y 2021 |
| |
| Población de derecho según los censos de población del INE Población de hecho según los censos de población del INEEn estos censos se denominaba Ribera Alta: 1842, 1857, 1860, 1877, 1887, 1897, 1900, 1910, 1920, 1930, 1940, 1950, 1960, 1970, 1981, 1991 y 2001 Entre el censo de 1930 y el anterior, crece el término del municipio porque incorpora a 01528 (Subijama) y parte de 01516 (Lacozmonte) |

## Administración y política

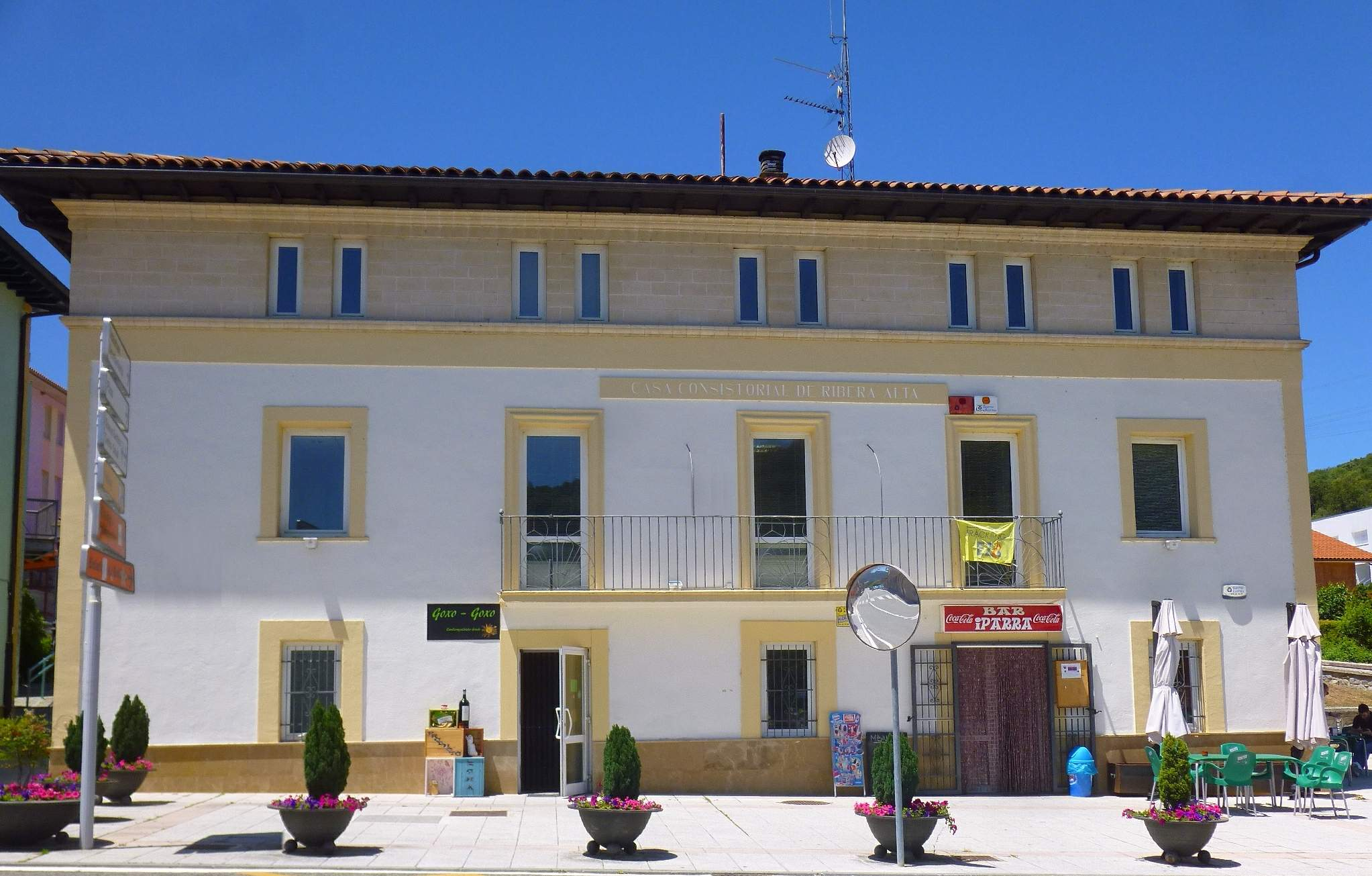
Casa consistorial

### Gobierno municipal
| Periodo   | Nombre                         | Partido | Partido                                                      |
| --------- | ------------------------------ | ------- | ------------------------------------------------------------ |
| 1979-1983 | Esteban Montoya                |         | Unión de Centro Democrático (UCD)                            |
| 1983-1987 | Félix Araico Montoya           |         | Coalición Popular (CP)                                       |
| 1987-1991 | Félix Araico Montoya           |         | Agrupación Independiente de Ribera Alta                      |
| 1991-1995 | Ramiro Martínez de Trespuentes |         | Agrupación de Juventudes de Ribera Alta (AJRA)               |
| 1995-2021 | Jesús Berganza González        |         | Euzko Alderdi Jeltzalea-Partido Nacionalista Vasco (EAJ-PNV) |
| 2021-act. | Javier Gallego Rodríguez       |         | Euzko Alderdi Jeltzalea-Partido Nacionalista Vasco (EAJ-PNV) |

| Partido político                                              | 2019  | 2019       | 2015  | 2015       | 2011  | 2011       | 2007  | 2007       | 2003  | 2003       | 1999  | 1999       | 1995  | 1995       | 1991  | 1991       | 1987  | 1987       | 1983  | 1983       | 1979  | 1979       |
| Partido político                                              | %     | Concejales | %     | Concejales | %     | Concejales | %     | Concejales | %     | Concejales | %     | Concejales | %     | Concejales | %     | Concejales | %     | Concejales | %     | Concejales | %     | Concejales |
| Euzko Alderdi Jeltzalea-Partido Nacionalista Vasco (EAJ-PNV)  | 51,29 | 4          | 50,99 | 4          | 50,12 | 4          | 47,53 | 4          | 50,79 | 4          | 43,36 | 3          | 49,73 | 4          | 43,14 | 3          | 38,47 | 3          | 33,12 | 2          | 38,8  | 3          |
| Euskal Herria Bildu (EH Bildu)-Bildu                          | 26,08 | 2          | 19,34 | 1          | 21,25 | 2          | —     | —          | —     | —          | —     | —          | —     | —          | —     | —          | —     | —          | —     | —          | —     | —          |
| Partido Popular del País Vasco (PP)                           | 12,07 | 1          | 12,31 | 1          | 20,79 | 1          | 24,24 | 2          | 31,94 | 2          | 36,86 | 3          | 14,67 | 1          | 12,47 | 1          | —     | —          | —     | —          | —     | —          |
| Partido Socialista de Euskadi-Euskadiko Ezkerra (PSE-EE PSOE) | 9,05  | 0          | 2,86  | 0          | 6,47  | 0          | 7,53  | 0          | 1,83  | 0          | 3,25  | 0          | 10,06 | 0          | 3,24  | 0          | 10,29 | 0          | 16,88 | 1          | —     | —          |
| Asamblea Vecinal Ribera Alta (AVRA)                           | —     | —          | 12,31 | 1          | —     | —          | —     | —          | —     | —          | —     | —          | —     | —          | —     | —          | —     | —          | —     | —          | —     | —          |
| Independientes Ribera Alta (IRA)                              | —     | —          | —     | —          | —     | —          | 17,88 | 1          | 10,73 | 1          | —     | —          | —     | —          | —     | —          | —     | —          | —     | —          | —     | —          |
| Unidad Alavesa (UA)                                           | —     | —          | —     | —          | —     | —          | —     | —          | 1,05  | 0          | 2,71  | 0          | 23,01 | 2          | 28,93 | 2          | —     | —          | —     | —          | —     | —          |
| Euskal Herritarrok (EH)                                       | —     | —          | —     | —          | —     | —          | —     | —          | —     | —          | 12,74 | 1          | —     | —          | —     | —          | —     | —          | —     | —          | —     | —          |
| Agrupación de Juventudes de Ribera Alta (AJRA)                | —     | —          | —     | —          | —     | —          | —     | —          | —     | —          | —     | —          | —     | —          | 11,72 | 1          | —     | —          | —     | —          | —     | —          |
| Agrupación Independiente de Ribera Alta                       | —     | —          | —     | —          | —     | —          | —     | —          | —     | —          | —     | —          | —     | —          | —     | —          | 50,86 | 4          | —     | —          | —     | —          |
| Coalición Popular (CP)                                        | —     | —          | —     | —          | —     | —          | —     | —          | —     | —          | —     | —          | —     | —          | —     | —          | —     | —          | 48,75 | 4          | —     | —          |
| Unión de Centro Democrático (UCD)                             | —     | —          | —     | —          | —     | —          | —     | —          | —     | —          | —     | —          | —     | —          | —     | —          | —     | —          | —     | —          | 41,64 | 3          |
| Unión Foral del País Vasco (UFV)                              | —     | —          | —     | —          | —     | —          | —     | —          | —     | —          | —     | —          | —     | —          | —     | —          | —     | —          | —     | —          | 19,56 | 1          |

### Organización territorial
El municipio está formado por 25 pequeños pueblos, 21 organizados a su vez en 20 concejos, y 4 administrados directamente por el municipio:

#### Concejos
| Concejo               | Nombre oficial                 | 2000 | 2005 | 2010 | 2015 | 2019 |
| --------------------- | ------------------------------ | ---- | ---- | ---- | ---- | ---- |
| Antezana de la Ribera | Antezana de la Ribera          | 40   | 54   | 43   | 42   | 42   |
| Anúcita               | Anuntzeta/Anúcita              | 51   | 49   | 67   | 81   | 76   |
| Arbígano              | Arbigano                       | 4    | 5    | 12   | 17   | 20   |
| Arreo                 | Arreo                          | 6    | 4    | 4    | 5    | 7    |
| Artaza-Escota         | Artaza-Escota/ Artatza-Axkoeta |      |      |      |      |      |
| Artaza                | Artaza/Artatza                 | 10   | 14   | 16   | 20   | 11   |
| Escota                | Escota/Axkoeta                 | 11   | 11   | 14   | 14   | 18   |
| Barrón                | Barrón                         | 17   | 19   | 19   | 21   | 15   |
| Basquiñuelas          | Basquiñuelas                   | 8    | 6    | 6    | 6    | 5    |
| Caicedo-Sopeña        | Caicedo-Sopeña                 | 20   | 17   | 23   | 33   | 36   |
| Castillo Sopeña       | Castillo Sopeña                | 8    | 5    | 4    | 3    | 3    |
| Hereña                | Hereña                         | 22   | 18   | 13   | 13   | 31   |
| Lasierra              | Lasierra                       | 9    | 10   | 7    | 12   | 13   |
| Leciñana de la Oca    | Leciñana de la Oca             | 19   | 20   | 17   | 13   | 10   |
| Morillas              | Morillas                       | 31   | 32   | 31   | 18   | 28   |
| Nuvilla               | Nuvilla                        | 7    | 9    | 10   | 13   | 9    |
| Ormijana              | Ormijana                       | 20   | 19   | 26   | 25   | 33   |
| Paúl                  | Paúl                           | 23   | 29   | 42   | 48   | 41   |
| Pobes                 | Pobes                          | 85   | 91   | 170  | 157  | 139  |
| San Miguel            | San Miguel                     | 7    | 9    | 7    | 7    | 5    |
| Subijana-Morillas     | Subijana-Morillas              | 50   | 58   | 65   | 66   | 78   |
| Tuyo                  | Tuyo                           | 33   | 34   | 78   | 82   | 83   |
| Viloria               | Viloria                        | 22   | 24   | 24   | 22   | 25   |
| Villabezana           | Villabezana                    | 20   | 24   | 24   | 25   | 25   |
| Villaluenga           | Villaluenga                    | 11   | 15   | 14   | 12   | 15   |
| Villambrosa           | Villambrosa                    | 9    | 10   | 14   | 18   | 17   |
| Total                 | Total                          | 543  | 586  | 750  | 773  | 785  |

#### Despoblados
- Carasta
- San Pelayo